# 瓦斯特京根
瓦斯特京根（德語：Wasterkingen）是瑞士联邦苏黎世州比拉赫区的市镇。该市镇面积为3.96平方千米，海拔高度393米，2018年12月31日人口数为560。

## 外部連結
- 瓦斯特京根官方网站 （页面存档备份，存于） （德文）